# خسروی (نهبندان)
خُسرَوی یکی از روستاهای بخش سرداران عربخانه شهرستان نهبندان در استان خراسان جنوبی است.این روستا در فاصله تقریبی ۱۵۲ کیلومتری بیرجند از مسیر سربیشه و سهل‌آباد و ۱۱۹ کیلومتری از مسیر بیرجند، مود، مختاران و در فاصله ۱۱۲ کیلومتری نهبندان از مسیر شوسف و سهل‌آباد قرار گرفته است. جمعیت آن بنابر آمار سرشماری سال ۱۳۸۵، ۳۴ نفر بوده است. نام پیشین این روستا کلاته سنجتی بوده‌است. و فامیل اهالی روستا مرادی و براتی می‌باشد.